# Campionati africani di lotta 2018
I campionati africani di lotta 2018 sono stati la 34ª edizione della manifestazione continentale organizzata dalla FILA. Si sono svolti dal 7 all'11 aprile 2018 ad Port Harcourt, in Nigeria.

## Classifica squadre
| Pos. | Lotta libera maschile | Lotta libera maschile | Lotta greco-romana | Lotta greco-romana | Lotta libera femminile | Lotta libera femminile |
| Pos. | Squadra               | Punti                 | Squadra            | Punti              | Squadra                | Punti                  |
| ---- | --------------------- | --------------------- | ------------------ | ------------------ | ---------------------- | ---------------------- |
| 1    | Nigeria               | 205                   | Nigeria            | 245                | Egitto                 | 197                    |
| 2    | Sudafrica             | 117                   | Tunisia            | 122                | Algeria                | 160                    |
| 3    | Egitto                | 111                   | Egitto             | 87                 | Marocco                | 135                    |
| 4    | Tunisia               | 86                    | Camerun            | 55                 | Nigeria                | 131                    |
| 5    | Algeria               | 76                    | Senegal            | 47                 | Tunisia                | 90                     |
| 6    | Kenya                 | 64                    | Kenya              | 42                 | Kenya                  | 56                     |
| 7    | Senegal               | 50                    | Algeria            | 41                 | Sudafrica              | 33                     |
| 8    | Sudan                 | 47                    | Costa d'Avorio     | 20                 | Camerun                | 31                     |
| 9    | Marocco               | 46                    | Benin              | 12                 | Sierra Leone           | 18                     |
| 10   | Camerun               | 38                    | Guinea             | 9                  | RD del Congo           | 12                     |

## Podi

### Lotta libera maschile
| Evento | Oro                    | Argento                 | Bronzo                 |
| 57 kg  | Jan Louwrens Combrinck | Ebikewenimo Welson      | Abdelhak Kherbache     |
| 57 kg  | Jan Louwrens Combrinck | Ebikewenimo Welson      | Gamal Mohamed          |
| 61 kg  | Adama Diatta           | Chedli Methlouthi       | Firstman Victor        |
| 65 kg  | Amas Daniel            | Haithem Dakhlaoui       | Fares Lakel            |
| 65 kg  | Amas Daniel            | Haithem Dakhlaoui       | Reynhardt Louw         |
| 70 kg  | Ogbonna John           | Amr Reda Hussen         | Jean Bernard Diatta    |
| 70 kg  | Ogbonna John           | Amr Reda Hussen         | Chems Eddine Bouchaib  |
| 74 kg  | Ayoub Barraj           | Samy Moustafa           | Ali Mustafa            |
| 79 kg  | Ekerekeme Agiomor      | Fredylan George Marais  | Oussema Rigani         |
| 79 kg  | Ekerekeme Agiomor      | Fredylan George Marais  | Francisco Kadima       |
| 86 kg  | Melvin Bibo            | Hein Janse van Rensburg | Guma Basher            |
| 86 kg  | Melvin Bibo            | Hein Janse van Rensburg | Imed Kaddidi           |
| 92 kg  | Hosam Mohamed Merghany | Robert Daufa            | John Odhiambo Omondi   |
| 97 kg  | Martin Erasmus         | Soso Tamaru             | Cedric Tchouga Nyamsi  |
| 125 kg | Khaled Abdalla         | Sinivie Boltic          | Claude Kouamen Mbianga |

### Lotta greco-romana maschile
| Evento | Oro                     | Argento                  | Bronzo                |
| 55 kg  | Abdelkrim Fergat        | Mahmoud Hemdan Hussein   | Given Chochi          |
| 60 kg  | Abdennour Laouni        | Rabie Hamed Ahmed        | Anwar Tango           |
| 63 kg  | Hassan Ahmed Mohamed    | Souleymen Nasr           | Fouad Fajari          |
| 67 kg  | Mohamed Ibrahim Elsayed | Ayoub Hanine             | Romeo Joseph          |
| 67 kg  | Mohamed Ibrahim Elsayed | Ayoub Hanine             | Ishak Ghaiou          |
| 72 kg  | Emmanuel Nworie         | Gamal Ashour Marzouk     | Aziz Boualem          |
| 77 kg  | Akrem Boudjemline       | Zied Ait Ouagram         | Perefaghe Kiribein    |
| 77 kg  | Akrem Boudjemline       | Zied Ait Ouagram         | Mohamed Zahab Khalil  |
| 82 kg  | Ahmed Aly Ahmed         | Bachir Sid Azara         | Khalid Sahli          |
| 87 kg  | Adem Boudjemline        | Mohamed Skander Missaoui | Fathi Abdelrahman Ali |
| 97 kg  | Hamza Haloui            | Choucri Atafi            | Amine Guennichi       |
| 130 kg | Radhouane Chebbi        | Youssef Aly Issa         | Anas Lamkabber        |

### Lotta libera femminile
| Evento | Oro                | Argento                 | Bronzo                 |
| 50 kg  | Mercy Genesis      | Kheira Chaimaa Yahiaoui | Sarra Hamdi            |
| 53 kg  | Bose Samuel        | Maroi Mezien            | Maiada Morad Abbas     |
| 55 kg  | Ifeoma Nwoye       | Faten Hammami           | Non attribuita         |
| 57 kg  | Odunayo Adekuoroye | Joseph Essombe          | Dorssaf Gharssi        |
| 59 kg  | Bisola Makanjuola  | Eman Guda Ebrahim       | Safietou Goudiaby      |
| 62 kg  | Aminat Adeniyi     | Lilia Mejri             | Non attribuita         |
| 65 kg  | Hannah Rueben      | Alakeme Azong Gaelle    | Amina Elsebaee Ibrahim |
| 68 kg  | Blessing Oborududu | Anta Sambou             | Berthe Etane Ngolle    |
| 72 kg  | Winnie Gofit       | Lilian Kiende Nthiga    | Non attribuita         |
| 76 kg  | Samar Amer         | Blessing Onyebuchi      | Annabelle Ali          |

## Medagliere
La nazione ospitante è evidenziata.
| Pos.   | Paese     | Oro | Argento | Bronzo | Totale |
| ------ | --------- | --- | ------- | ------ | ------ |
| 1.     | Nigeria   | 14  | 5       | 3      | 22     |
| 2.     | Egitto    | 6   | 7       | 5      | 18     |
| 3.     | Algeria   | 5   | 2       | 4      | 11     |
| 4.     | Tunisia   | 2   | 7       | 4      | 13     |
| 5.     | Sudafrica | 2   | 2       | 2      | 6      |
| 6.     | Senegal   | 1   | 1       | 2      | 4      |
| 7.     | Marocco   | 0   | 3       | 6      | 9      |
| 8.     | Camerun   | 0   | 2       | 3      | 5      |
| 9.     | Kenya     | 0   | 1       | 1      | 2      |
| 10.    | Sudan     | 0   | 0       | 2      | 2      |
| 11.    | Angola    | 0   | 0       | 1      | 1      |
| Totale | Totale    | 30  | 30      | 33     | 93     |